# Dương Văn Ngộ
Dương Văn Ngộ (3 tháng 3 năm 1930 – 1 tháng 8 năm 2023) là một nhân viên của Bưu điện trung tâm Sài Gòn. Với sự nghiệp kéo dài hơn 70 năm, ông đã chắp bút cho hàng nghìn bức thư gửi đi khắp nơi trên thế giới. Ngoài ra, ông còn được biết đến là người viết thư tay thuê cuối cùng của Việt Nam.

## Tiểu sử và sự nghiệp
– Dương Văn Ngô tâm sự về nghề của mình

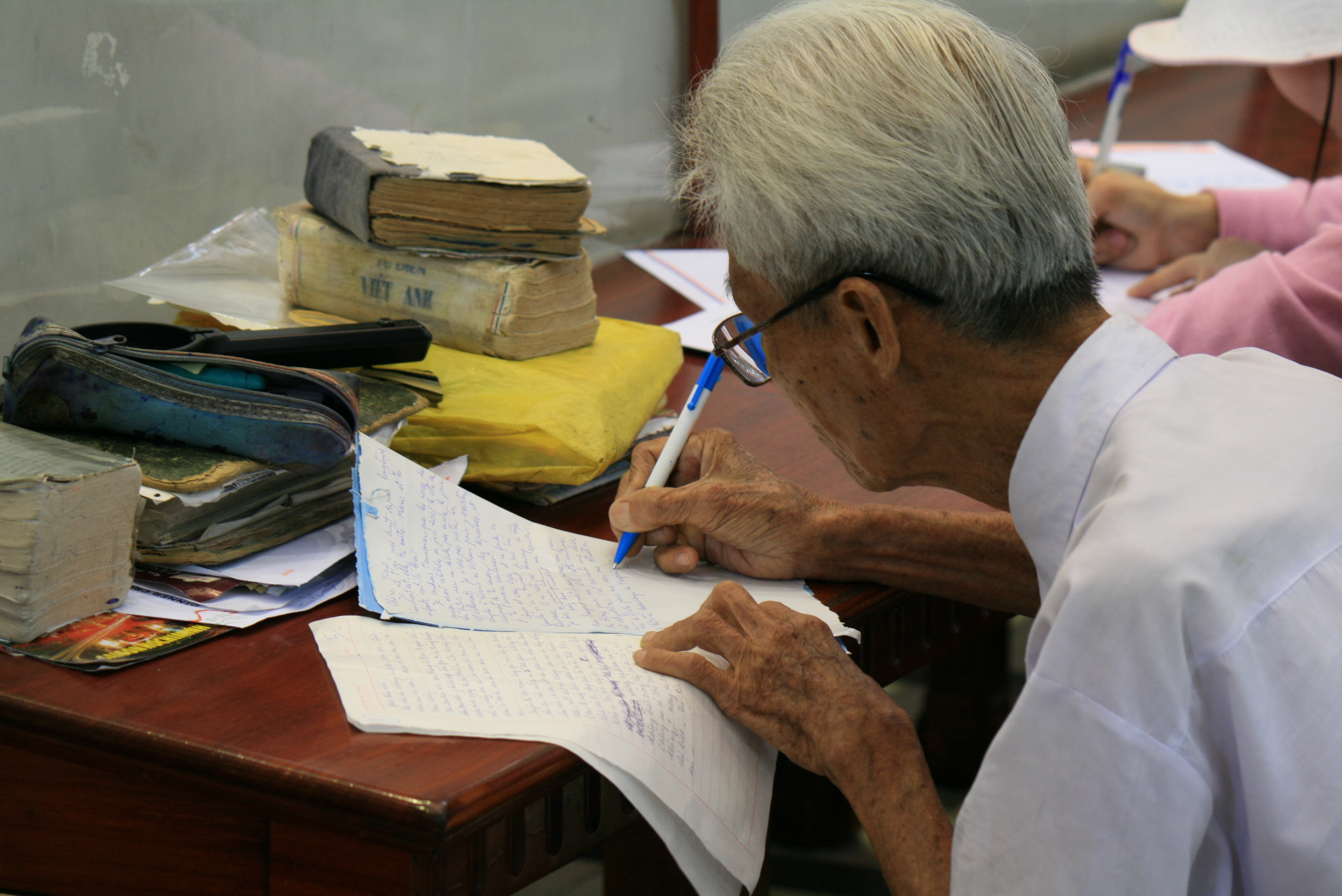
Ông Dương Văn Ngộ, tháng 4 năm 2011

Dương Văn Ngộ sinh ngày 3 tháng 3 năm 1930 tại Phú Lâm (nay là quận 6, Thành phố Hồ Chí Minh), trong một gia đình có gốc là người Hoa. Cả nhà ông có 6 anh chị em, trong đó ông là con thứ 5. Cha ông làm nghề thợ nguội, còn mẹ ông do không có việc làm nên tìm đến những kho hàng lấy bao bố rách về vá lại kiếm tiền trang trải cuộc sống. Trong những năm 1942, ông là một trong những học trò nghèo hiếm hoi được nhận vào học ở trường Petrus Ký (nay là trường Lê Hồng Phong). Ông bắt đầu gắn bó với nghề bưu chính từ năm 16 tuổi, ban đầu làm việc tại Bưu điện khu Thị Nghè. Đến năm 1948, ông trở thành nhân viên chính thức của Bưu điện Sài Gòn. Công việc ban đầu của ông là lựa thư trong hộp để chuyển đi, sau đó lần lượt trải qua nhiều công việc chuyên môn trong nghề. Ngoài ra, cũng có lúc Dương Văn Ngộ được điều sang làm ở Bộ giao thông và Bưu điện. Năm 36 tuổi, ông được bưu điện cho đi học tiếng Anh và Pháp nhằm phục vụ công việc. Dương Văn Ngộ kể rằng lúc đầu mình được học tiếng Pháp ở Trường Tiểu học Phú Lâm, còn việc thông thạo tiếng Anh là nhờ được Ban giám đốc cho đi học ở Hội Việt Mỹ. Đặc biệt, nhờ có sự hướng dẫn của một phi công người Mỹ nên trình độ ngoại ngữ của ông được nâng cao.
Năm 1990, khi đến tuổi về hưu, Dương Văn Ngộ xin một chỗ ngồi ở Bưu điện thành phố để viết thư thuê cùng 6 người khác. Sau này, tất cả những người khác đều qua đời và chỉ còn lại mình ông. Ông được bố trí một bàn làm việc tại một góc của trung tâm Bưu điện, phía cuối dãy hành lang. Từ thứ 2 đến thứ 6, ông Ngộ đều đặn làm việc từ 8 giờ sáng đến 3 giờ rưỡi chiều. Công việc của ông vẫn là viết thư tay, ngoài ra ông còn hướng dẫn thông tin cho những người lần đầu đến bưu điện. Những vật song hành với ông gồm chiếc túi da đen, cuốn từ điển cùng chiếc kính lúp. Dương Văn Ngộ thông thạo ba thứ tiếng là Đức, Pháp, Anh và thường viết thư cho khách bằng tiếng Việt, Anh và Pháp. Kể từ năm 1990, ông đã viết thuê cho hàng nghìn bức thư gửi đi khắp thế giới đến người nhận ở Canada, Pháp, Anh, Mỹ, Đức, Nhật, Úc, Singapore, Hungary, Thái Lan và Ấn Độ... Từ lâu, Dương Văn Ngộ đã không xem công việc này chỉ là để kiếm sống mà thôi, mà còn làm nó vì yêu nghề và muốn quảng bá cho đất nước. Dù công nghệ chuyển giao khiến lượng khách ít dần đi, nhưng bù lại số người đến xin chụp hình cùng ông tâng lên. Sau này, do tuổi cao sức yếu nên ông chính thức nghỉ hưu.

## Đời tư
Ông có một người vợ cũng sinh năm 1930. Gia đình ông có sáu người con, gồm 2 trai, 4 gái. Trong đó, có một người con gái không được bình thường về trí tuệ và mọi sinh hoạt đều phải dựa vào người chị. Khi kể về gia đình mình, ông hào hứng khoe rằng con cháu đều học giỏi.

## Qua đời
Dương Văn Ngộ qua đời tại nhà riêng tối ngày 1 tháng 8 năm 2023, thọ 94 tuổi. Ông sẽ được an táng tại nghĩa trang hoa viên Bình Dương vào sáng 5 ngày 8.

## Thành tựu
Báo chí gọi ông là Người viết thư tình xuyên thế kỷ, Người giữ hồn cho những lá thư tay, Người nối thế giới bằng cây bút mực,  Ông còn được xem là người viết thư tay cuối cùng của Sài Gòn, cũng như của Việt Nam. Dương Văn Ngộ được xem là biểu tượng của Bưu điện Trung tâm Sài Gòn.Ngoài ra, ông còn có mặt trên trên các tờ báo nước ngoài, như Toronto Star, Der Spiegel, Al Jazeera...
- Năm 2009, Dương Văn Ngộ đã được Trung tâm Sách kỷ lục công nhận là người viết thư thuê lâu nhất Việt Nam vào năm 2009.[10][12][27]

- Năm 2012, ông đã có cuộc hội ngộ với Chủ tịch Hội đồng châu Âu Herman Van Rompuy.[24]

- Năm 2016, ông nhận Giải thưởng cá nhân từ Ủy ban Giải thưởng Kova của tập đoàn Kova, với số tiền thưởng 20 triệu đồng.[28]

- Năm 2020, ông được Trung tâm sách Kỷ lục Việt Nam trao danh hiệu "Người viết thư thuê lâu năm nhất Việt Nam".[29]